# Plastigrams
Plastigrams è un cortometraggio muto stereoscopico statunitense del 1922, diretto dai registi Frederick Eugene Ives e Jacob Leventhal.